# Primera División de Uruguay 1934
Liga Profesional de Primera División 1934 var den 32:a säsongen av Uruguays högstaliga i fotboll, och tredje säsongen som ligan spelades på professionell nivå. Ligan spelades som ett seriespel där samtliga lag mötte varandra vid tre tillfällen. Totalt spelades 135 matcher med 375 gjorda mål.
Nacional vann sin 13:e titel som uruguayanska mästare.

## Deltagande lag
10 lag deltog i mästerskapet, samtliga från Montevideo.

## Resultat
| Nr | Lag                  | S  | V  | O  | F  | GM | IM | MS  | P  |
| -- | -------------------- | -- | -- | -- | -- | -- | -- | --- | -- |
| 1  | Nacional             | 27 | 17 | 7  | 3  | 51 | 17 | +34 | 41 |
| 2  | Peñarol              | 27 | 15 | 8  | 4  | 51 | 31 | +20 | 38 |
| 3  | Montevideo Wanderers | 27 | 15 | 5  | 7  | 47 | 28 | +19 | 35 |
| 4  | Rampla Juniors       | 27 | 10 | 8  | 9  | 42 | 37 | +5  | 28 |
| 5  | CA Defensor          | 27 | 11 | 3  | 13 | 41 | 44 | −3  | 25 |
| 6  | River Plate          | 27 | 8  | 9  | 10 | 30 | 36 | −6  | 25 |
| 7  | Central FC           | 27 | 5  | 14 | 8  | 32 | 40 | −8  | 24 |
| 8  | Racing Club          | 27 | 5  | 11 | 11 | 29 | 43 | −14 | 21 |
| 9  | IA Sud América       | 27 | 6  | 7  | 14 | 30 | 46 | −16 | 19 |
| 10 | Bella Vista          | 27 | 3  | 8  | 16 | 22 | 53 | −31 | 14 |